# Westraltrachia cunicula
Westraltrachia cunicula är en snäckart som beskrevs av Alan Solem 1984. Westraltrachia cunicula ingår i släktet Westraltrachia och familjen Camaenidae. Inga underarter finns listade i Catalogue of Life.